# Polgár
Polgár là tên một thành phố thuộc hạt Hajdú-Bihar, Hungary. Thành phố này có diện tích 97,46 km², dân số năm 2010 là 8068 người, mật độ 83 người/km².